# Convento dei Giacobini (Parigi)
Il convento dell'Annunciazione o Convento dei Giacobini di Rue Saint-Honoré era un convento dei Domenicani situato a Parigi, in Rue Saint-Honoré. La sua posizione è oggi occupata da Place du Marché-Saint-Honoré.

## Descrizione
Il convento venne fondato nel 1611 da padre Sébastien Michaelis. Divenne la sede del club dei Giacobini (club des Jacobins), un'associazione politica fondata a Parigi nel novembre 1789, chiusa nel 1794.

### Sepolti illustri
- Carlo III d'Elbeuf (1620-1692), terzo Duca d'Elbeuf
- Philippe de Montaut-Bénac de Navailles (1619-1684), maresciallo di Francia e nonno di Susanna Enrichetta di Lorena
- Susanna Enrichetta di Lorena (1686-1710), duchessa consorte di Mantova[1][2]